# 神霊教

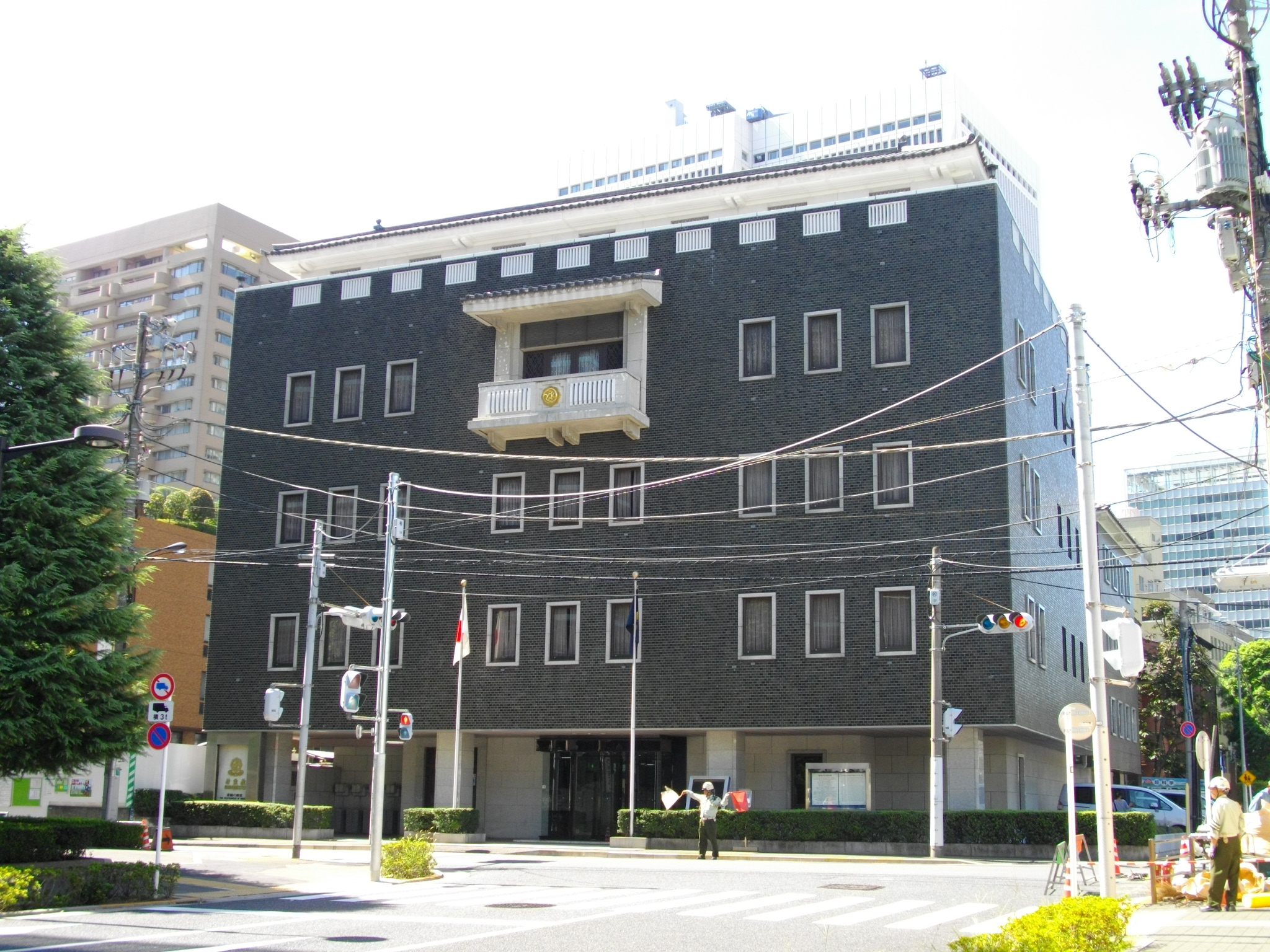
神霊教本部

神霊教（しんれいきょう）は、神道系の新宗教。大塚寬一によって1947年（昭和22年）2月11日に開教された。東京都港区赤坂に本部を置く。1948年（昭和23年）の宗教法人令、および1953年（昭和28年）の宗教法人法により、宗教法人の認可を受けた。

## 概要
「悩みを解決する奇蹟の宗教」をスローガンに掲げている。また「奇蹟の殿堂」「実証の超宗教」を標榜する。かつては「ガンも切らずに治る」のスローガンを掲げていた。
神霊教の目的は、奇蹟をもって一人ひとりの悩みを救い、ひいては万人を救済し、真理に従って生きる道を示すことによって、世界平和を実現することにあるとしている。また、すべての信者が、なんらかの奇蹟を体験しているとしており、世界の宗教に例を見ないとしている。
教祖・大塚の教えのバックボーンの一つに「大日本精神」がある。大日本精神とは宇宙の摂理、神の摂理であると大塚は唱える。宇宙の摂理、神の摂理に従い、それを信ずるなら、病は癒え、人と家庭は和し、商売は栄え、国は繁栄し、世界は平和になるという。
宇宙の根本理法を「真理・神の道」と呼ぶ。日本に伝わる日本精神は、真理・神の道が人間生活によく現れたものとする。そして、「真の日本精神」は日本を再建し、21世紀の世界を救う、唯一の指導原理である、と説いている。
神霊教の各教会の境内では、御神水と呼ばれる神の力が込められた水を誰でも飲むことができる。御神水を通じて、難病の治癒、体質の改善など、多数の奇蹟が現れるとされる。

## 教義
教祖・大塚が時に応じて語った「御道話」が教義に類するものとしてある。
宇宙には宇宙精神があり、その精神に従って森羅万象が働いており、人間はその宇宙精神に従うことにより生存してゆくことができると説いている。
宇宙に実在する理法が宇宙構成の原理であり、一切万有を生ぜしむる原動力であるとしている。
その道に沿って生きるところに、真の幸福と永遠の発展があることを説いている。

## 祭神
宇宙構成の原理によって、一切万有を生ぜしむる原動力を人格化したものを神とし、その神号を神霊大神（しんれいのおおかみ）としている。
神霊大神と教祖・大塚は一体であり、信仰の対象とする。
生まれながらの力を備え、宇宙の根本理法を体得している教祖の大塚寛一と教母大塚国惠の指導のもと信仰をする事としている。

## 教祖
大塚寛一を開祖と仰ぐ。大塚は1891年（明治24年）5月3日、徳島県阿波郡伊沢村（現在の阿波市阿波町）に生まれる。幼少期から勉学、絵画、発明考案の才能に秀で、周囲から大きな期待を寄せられていた。また核兵器の登場を予言し、神童と呼ばれた。
16歳で高野山、御嶽山などを宗教的な霊地を踏破。この頃、電気関係の新しい発明を次々と行った。
21歳で中国、朝鮮、旧ソ連、満州を踏査した。
1921年（大正10年）帰国後、大阪で菊水電熱器商会を設立。電気事業を興し、4年間で60以上の特許を取得した。
太平洋戦争勃発前夜の頃から、政府要人に「建白書」を送り始める。日独伊三国同盟の締結反対、対米戦は避けるべきなどの意見を発信した。こうした平和活動は太平洋戦争まで続いた。言論統制厳しい中、大塚は逮捕も投獄もされなかった。
1947年（昭和22年）教母大塚国恵の懇請によって、西宮で神霊教を開教。昭和40年代には共産主義の崩壊を予言している。
1955年（昭和30年）東京医師会の代表団が来訪し、奇跡的治癒の存在を認めている。
1968年（昭和43年）には「社団法人・日本精神復興促進会」を創設。「日本人は、自己本来の日本精神に帰納統一して一致結束し、この国難に対応せねば危うし」と国家存亡の危機を訴え、全国で講演会を行い啓蒙活動を展開した。「社団法人・日本精神復興促進会」は後に「一般社団法人・日本精神復興促進会」として再出発している。
1972年（昭和47年）死去。その後、教母・国恵が教団を率いた。

## 沿革
- 1947年（昭和22年）2月11日 - 神霊教を開教。
- 1951年（昭和26年） - 大阪支部開設。
- 1952年（昭和27年） - 山本英輔元海軍大将の勧めで、東京上野で集会を開く。
- 1953年（昭和28年） - 東京都港区赤坂に東京支部を設立。
- 1963年（昭和38年） - 東京都西多摩郡秋多町（現あきる野市）に聖地・万寿山を開山。
- 1965年（昭和40年） - 万寿山に降臨閣竣工。名古屋支部を開設。
- 1968年（昭和43年） - 「日本精神復興促進会」を結成[5]。全国で講演会を行う（人口30万人以上の11都市で開催）
- 1968年（昭和43年） - 東京都目黒区に青葉台支部を開設。
- 1971年（昭和46年） - 札幌遥拝所を開設。
- 1973年（昭和48年） - 東京大学に神霊教研究会発足。早稲田大学・慶應義塾大学等でも展開[3]。万寿山に遙拝堂竣工。
- 1974年（昭和49年） - 東京赤坂に東京本庁竣工。（現、本部教会）
- 1978年（昭和53年） - 万寿山に遙拝堂御座所竣工。
- 1981年（昭和56年） - 鎌倉霊源閣（鎌倉錬成場）取得
- 1986年（昭和61年） -  西宮教会錬成場造成工事竣工。札幌教会竣工。
- 1990年（平成元年） - 松本教会竣工。万寿山に第一礼拝堂、第二礼拝堂竣工。
- 1991年（平成3年）  -  教祖様御生誕百年祭。 静岡教会竣工。 西宮錬成場竣工。 東京 赤坂本庁が“神霊教本部”となる。
- 1995年（平成7年）  - 万寿山 社務所竣工。
- 2008年（平成20年） - 大阪白髪橋教会竣工。
- 2016年（平成28年） - 鎌倉霊源閣が登録有形文化財に登録[11]。
- 2018年（平成30年） - 一般社団法人　日本精神復興促進会を発足[10]。

## 組織・施設
- 神霊教本部 - 東京都港区赤坂1-14-9
- 青葉台教会 - 東京都目黒区青葉台2-2-3
- 札幌教会 - 北海道札幌市南区藻岩下1977
- 旭川教会 - 北海道旭川市宮下通21丁目左5号
- 松本教会 - 長野県松本市城東2-5-3
- 静岡教会 - 静岡県静岡市駿河区大和1-6-35
- 名古屋教会 - 愛知県名古屋市東区主税町4-3
- 大阪白髪橋教会 - 大阪府大阪市西区新町3-6-13[1]

## 社会活動・文化活動
- 主な年間行事（万寿山や各支部教会で行われている）[1]
  - 新年祭（1月）
  - 開教記念祭（2月）
  - 教母様御神座祭（3月）
  - 教祖様御生誕祭（5月）
  - 教祖様御神座祭（5月）
  - 教母様御誕生祭（6月）
  - 霊祭（8月）
  - 秋季大祭（11月）

- 神霊教鎌倉錬成場霊源閣を登録有形文化財として登録[11]。

- 「歩こう！文化のみち」のイベントに参加。名古屋教会境内を開放している[12]。

## 関連書籍
- 大塚寛一『百ガン撲滅の理論と実証』実業之日本社、1969年3月17日。
- 大塚寛一『真の日本精神が世界を救う―百ガン撲滅の理論と実証』イースト・プレス、2006年5月1日。ISBN 978-4872576894。
- 神霊教信者一同『神霊教入門―本当の幸せがここにある』宗教法人神霊教、2000年5月3日。ISBN 978-4872572124。
- 菅原通済監修 東京文芸制作家協会 編『実在する奇蹟』創思社、1968年。
- 山岡荘八監修 現代宗教研究所 編『奇蹟の泉―大塚寛一と神霊教』フェイス本社、1965年12月。
- 宗教法人神霊教『神霊教入門ー本当の幸せがここにある』、2009年。ISBN 978-4990974404